# R25 (België)
De R25 is een ringweg rond de stad Aarschot.
De R25 is geen autosnelweg en is deels een 2x1-rijweg en deels een 2x2-rijweg met middenberm. De ring is geen volledige lus rond de stad en verbindt de N10 in het oosten met de N223 in het zuiden. Tussen het zuiden en het oosten is de R25 onderbroken.
In juli 2011 zijn de werken voltooid om de R25 door te trekken tussen de N19 in het noorden en de Gijmelsesteenweg in het oosten zodat het verkeer niet meer via de N19 langs de twee spoorwegovergangen dient te rijden. Er werden op het nieuwe traject drie bruggen gebouwd: over de N19, bij een nieuw te ontwikkelen industrieterrein en over de spoorlijn naar Hasselt.